# Tenabo, Campeche
Tenabo là một đô thị thuộc bang Campeche, México. Năm 2005, dân số của đô thị này là 9050 người.